# Parsonsia leichhardtii
Parsonsia leichhardtii är en oleanderväxtart som beskrevs av Ferdinand von Mueller. Parsonsia leichhardtii ingår i släktet Parsonsia och familjen oleanderväxter. Inga underarter finns listade i Catalogue of Life.